# Radobica
Radobica (in tedesco Radobitz, in ungherese Radóc) è un comune della Slovacchia facente parte del distretto di Prievidza, nella regione di Trenčín.
Fu menzionato per la prima volta in un documento storico nel 1324 con il nome di Radobicza, quando apparteneva ai conti Symonyi. Successivamente passò ai Majthény e ai Dóczy.